# Mantis octospilota
Mantis octospilota es una especie de insecto mantodeo de la familia Mantidae. Se distribuye por prácticamente toda Australia excepto Tasmania.